# Cara Gee
Cara Gee (* 18. července 1983 Calgary, Alberta) je kanadská filmová, televizní a divadelní herečka. Na filmovém plátně debutovala v roce 2013 postavou Leny v rodinném dramatu Krajina poskvrněných. Hlavní seriálové role ztvárnila jako métiská žena Kat Lovingová ve westernovém Strange Empire a pásanská důstojnice Camina Drummerová ve sci-fi Expanze. Časopis Forbes ji v roce 2020 označil za „jednu z nejvýznamnějších domorodých žen v zábavním průmyslu“.

## Soukromý život
Narodila se roku 1983 v největším albertském městě Calgary jako příslušnice Odžibvejů, indiánského domorodého kmene žijícího v oblasti Velkých jezer. V pěti letech se s rodiči přestěhovala do ontarijského Bobcaygeonu a poté do nedalekého Newmarketu, kde absolvovala střední školu Huron Heights Secondary School. V roce 2007 zakončila bakalářské studium na Windsorské univerzitě v ontarijském Windsoru, v hlavním oboru herectví a vedlejším angličtina (BFA).
V roce 2019 se vdala za kanadského herce a producenta Richarda de Klerka. Pátou řadu seriálu Expanze natáčela až do osmého měsíce těhotenství.

## Herecká kariéra
Divadelní role si zahrála na torontských scénách, kde účinkovala v Penelopiádě Margaret Atwoodové, jako Japonka v Arigato, Tokyo Daniela MacIvora, v roli May Shepardova dramatu Láskou posedlí či jako mentálně postižená Zhaboonigan Petersonová ve dvouaktovce Sestry z rezervace od Tomsona Highwaye. Objevila se také v nastudování Stitch Cliffa Cardinala, ve hře 36 Little Plays About Hopeless Girls produkované divadelním spolkem Birdtown and Swanville a v adaptaci Tout comme elle od Louisy Dupréové.
Debut v celovečerním filmu zaznamenala roku 2013 kanadským rodinným dramatem Krajina poskvrněných. Za výkon Leny byla nominována na kanadskou filmovou cenu Canadian Screen Award. Rovněž obdržela Zvláštní cenu poroty na Mezinárodním filmovém festivalu v Torontu 2013, kde byla označena za jednu z vycházejících hvězd. Sbírku doplnila cenou pro nejlepší herečku na sanfranciském Filmovém festivalu amerických indiánů.
Na televizní obrazovce se poprvé objevila roku 2012 ve druhé řadě kanadského kriminálního seriálu Kingová a následující sezónu i v jednom z dílů komediálně-dramatického seriálu Doylův okrsek. V roce 2014 získala titulní postavu Kat Lovingové ve westernově laděném seriálu Strange Empire na stanici CBC Television, kde se jako 30letá métiská žena snažila po ztrátě dcery a manžela ochránit náhradní rodinu. Po jedné sezóně byl však projekt v březnu 2015 zrušen. Roku 2016 se ujala hlavní role úzkostné Tamar v 33dílném webovém seriálu vysílaném na youtubovém kanále KindaTV, postavy s nadpřirozenými schopnostmi, která v dětství nešťastnou náhodou připravila o život 306 osob. V letech 2017–2022 si zahrála nekompromisní pásanskou důstojnici Caminu Drummerovou ve sci-fi seriálu Expanze, příslušnici Pásu planetek snažícího se vymanit z područí Země a Marsu.

## Filmografie
| Rok  | Název                          | Role               | Poznámky                                              |
| ---- | ------------------------------ | ------------------ | ----------------------------------------------------- |
| 2012 | Kingová                        | Alicia Prattaová   | díl: „Alicia Pratta“                                  |
| 2013 | Doylův okrsek                  | Sydney Morrisonová | díl: „Brothers in Arms“                               |
| 2013 | Krajina poskvrněných           | Lena               | film                                                  |
| 2014 | Strange Empire                 | Kat Lovingová      | hlavní role                                           |
| 2016 | Inhuman Condition              | Tamar              | webový seriál; hlavní role                            |
| 2017 | The Carmilla Movie             | Emily Brontëová    | film                                                  |
| 2017 | The Neddeaus of Duqesne Island | —                  | webový seriál                                         |
| 2017 | We Forgot to Break Up          | Isis Wongová       | krátkometrážní                                        |
| 2017 | Letterkenny                    | Shyla              | sitcom; díl: „Way to a Man's Heart“                   |
| 2017 | Expanze                        | Camina Drummerová  | vracející se role, 2.–3. řada hlavní role, 4.–6. řada |
| 2022 | Expanze                        | Camina Drummerová  | vracející se role, 2.–3. řada hlavní role, 4.–6. řada |
| 2018 | Film Trouble in the Garden     | Raven / Pippa      | film                                                  |
| 2018 | Red Rover                      | Phoebe             | film                                                  |
| 2020 | Volání divočiny                | Françoise          | film                                                  |